# Allactaga
Allactaga (Cuvier, 1837) è un genere di roditori della famiglia dei Dipodidi.

## Descrizione

### Dimensioni
Al genere Allactaga appartengono roditori di piccole e medie dimensioni, con lunghezza della testa e del corpo tra 90 e 236 mm, la lunghezza della coda tra 142 e 308 mm e un peso fino a 420 g.

### Caratteristiche craniche e dentarie
Il cranio è corto e presenta un rostro sottile ed affusolato, la scatola cranica tondeggiante, le bolle timpaniche non particolarmente rigonfie e le arcate zigomatiche sottili. La mandibola ha il processo coronoide poco sviluppato ed è perforata sul processo angolare. Gli incisivi sono lunghi, lisci, sottili e proodonti, ovvero con le punte rivolte in avanti, i molari presentano due o più rientranze su ogni lato. Il premolare superiore è notevolmente ridotto.
Sono caratterizzati dalla seguente formula dentaria:

### Aspetto
L'aspetto è quello di un topo con la testa grande adattato ad un'andatura saltatoria. Le parti dorsali variano dal rossastro striato di nero al color sabbia o giallo-grigiastro mentre le parti inferiori sono bianche. Lungo ogni anca è presente una larga banda biancastra. Il muso è corto, gli occhi sono grandi. Le orecchie sono lunghe e strette. Le zampe anteriori sono poco sviluppate ed hanno cinque dita, i piedi sono notevolmente allungati, con i tre metatarsi fusi tra loro in un unico osso chiamato cannone e terminano con quattro o cinque dita, con le due più esterne più arretrate, ridotte e sollevate dal terreno. Ogni dito è fornito di un artiglio con alla sua base un cuscinetto carnoso e la sua superficie ventrale è priva di peli. La coda è più lunga della testa e del corpo e termina con un ciuffo di lunghi peli sviluppato lateralmente, di colore nerastro eccetto la parte iniziale e la punta di solito bianche. Le femmine hanno quattro paia di mammelle.

## Distribuzione
Sono roditori saltatori diffusi nell'Africa settentrionale e nell'Asia centrale, dalla Turchia orientale fino alla Cina centrale.

## Tassonomia
Il genere comprende 13 specie.
- I piedi hanno cinque dita.
  - Sottogenere Allactaga
    - Allactaga elater
    - Allactaga firouzi
    - Allactaga hotsoni
    - Allactaga major
    - Allactaga severtzovi
    - Allactaga vinogradovi

  - Sottogenere Orientallactaga
    - Allactaga balikunica
    - Allactaga bullata
    - Allactaga sibirica

  - Sottogenere Paralactaga
    - Allactaga euphratica
    - Allactaga toussi
    - Allactaga williamsi
- I piedi hanno quattro dita.
  - Sottogenere Scarturus
    - Allactaga tetradactyla